# キルペリク2世 (フランク王)
キルペリク2世（Chilperic II, 672年 - 721年2月13日）は、メロヴィング朝の12代目の国王（在位：715年 - 721年）。

## 生涯
キルデリク2世と王妃ビリキルディス（ビリギルド、シギベルト3世の娘）の息子で、幼少期は修道院で過ごし、名をダニエルといった。715年、ダゴベルト3世が死去すると、ネウストリア宮宰ラガンフリド（ラゲンフリート）はダニエルを修道院から連れ出し、王位につけた。717年、アウストラシア宮宰カール・マルテルがヴァンシー（Vincy）の戦いでネウストリア軍を破り、キルペリク2世はアキテーヌ公ウードのもとに逃れた。同年、カール・マルテルはクロタール4世（在位：717年 - 718年）を王位につけたが、キルペリク2世はネウストリアにおける支持を保ち続けたため、クロタール4世の王権はアウストラシアに限定された。718年に再びカール・マルテルは勝利し全フランクの宮宰となり、キルペリク2世をパリへ戻した。
721年、キルペリクは死去し、カール・マルテルによりテウデリク4世が後継の王に選ばれた。

## 子女
- キルデリク3世[5] - フランク王（在位：743年 - 751年）。父はテウデリク4世との説もある。